# Кръстилци
Кръстѝлци е село в Югозападна България. То се намира в община Сандански, област Благоевград.

## География
Кръстилци се намира в планински район в историко-географската област Каршияка. Селото е разположено в източните склонове на Малешевската планина на 500 – 699 метра надморска височина. Землището му опира в най-крайните части на Огражден планина, която представлява част от западната граница между България и Северна Македония.
Климат: Континентално-планински с изразено влияние от Средиземноморието. Водните източници имат непостоянен режим и през летните месеци пресъхват.
Флора: Зимен дъб, благун, цер, космат дъб, бук
Фауна: Диви прасета, диви зайци, сърни, вълци, лисици.

## История
Първото споменаване на селото е в османски данъчни документи от 1570 година, където селото е записано като село Крстилци, а жителите Крстилчани.
През Възраждането Кръстилци е неголямо селище с чисто българско население, числящо се първоначално към Мелнишката кааза, а след 1878 към Петричката кааза на Серския санджак. Църквата „Св. св. Константин и Елена“ е от II половина на XIX век.
В „Етнография на вилаетите Адрианопол, Монастир и Салоника“, издадена в Константинопол в 1878 година и отразяваща статистиката на населението от 1873 година, Кръстилца (Krëstiltsa) е посочено като село с 82 домакинства и 240 жители българи. Съгласно известната статистика на Васил Кънчов към 1900 година в селото живеят 550 души българи-християни.. Според статистиката на секретаря на Българската екзархия Димитър Мишев („La Macédoine et sa Population Chrétienne“) в 1905 година населението на Кръстилци се състои от 640 българи екзархисти.
При избухването на Балканската война пет души от Кръстилци са доброволци в Македоно-одринското опълчение.
През миналия век населението е достигнало до 800 души, след което прогресивно започнало да намалява вече 100 години поради това, че след Освобождението и най-вече първите години на XX век хората мигрирали към плодородните земи около река Струма и така там възниква село Струма. Най-голям е притокът на преселници на новото място около масовизацията на ТКЗС през 1958 – 1959 година.
В Кръстилци почти напълно е запазена възрожденската селищна структура, но жилищният фонд е стар и поради значителното обезлюдяване на селото е зле поддържан. В селото няма централно водоснабдяване, няма изградена канализация, няма жични телефонни постове на БТК и не пътуват автобуси от и до селото, а магазинът работи понеделник, сряда и петък.

## Население

### Етнически състав
Преброяване на населението през 2011 г.
Численост и дял на етническите групи според преброяването на населението през 2011 г.:
|                     | Численост |
| Общо                | 21        |
| Българи             | 21        |
| Турци               | -         |
| Цигани              | -         |
| Други               | -         |
| Не се самоопределят | -         |
| Неотговорили        | -         |

## Културни и природни забележителности
Поради факта, че в миналото тези райони са били към граничните части на България, те са били забранени за посещение, освен за тези, които са успели да си извадят специално разрешение. Днес те са останали девствени и недокоснати от човешката дейност. За наше щастие сега свободно може да се разхождаме из тези места и да се любуваме на красивата природа.
В близост до селото се намира връх Свети Спас (800 метра), на който според местни легенди върху скалата са отбелязани стъпките на Крали Марковия кон. На самия връх има параклис и два големи железни кръста.

## Редовни събития
Всяка година местните жители честват събора на селото на празника Спасов ден.

## Личности
Родени в Кръстилци
- Ана Кирилова Колева (р. 1944), българска агрономка[10]
- Митре Ангелов, македоно-одрински опълченец, 48-годишен, четата на Дончо Златков[11]